# How to Fight a Dragon's Fury
 How to Fight a Dragon's Fury  (Como Combater a Fúria do Dragão, em tradução livre) é o décimo segundo e último livro da série Como Treinar Seu Dragão, escrita e ilustrada pela autora bestseller Cressida Cowel. Foi lançado no Reino Unido em 08 de setembro de 2015 pela Editora Hodder Children's Books.

## Sinopse
Dragões vs Humanos: Soluço pode salvar os dragões?
É o dia do julgamento final de Yule. No final deste dia, seres humanos ou dragões vão enfrentar a extinção. Alvin, o Traiçoeiro está prestes a ser coroado Rei do Oeste Mais Selvagem na Ilha do Amanhã, e seu reinado de terror começará com a destruição de dragões de toda parte.
O destino do mundo e dos dragões está nas mãos de um jovem rapaz que está ilha vizinha, Ponta do Herói, sem nada para mostrar, mas tudo pelo que lutar. A missão de Soluço Spantosicus Strondus Terceiro é clara. Primeiro, ele deve derrotar os Dragões Guardiões do Amanhã e provar que ele é de fato o rei legítimo, embora Soluço não tem nenhuma das coisas do Rei e Alvin, o Traiçoeiro tenha todas as dez.
E então ele enfrentará sua batalha final: Soluço deve lutar contra o dragão Furioso e acabar com a rebelião ... SOZINHO.
Como Juízo Final chegando ao fim, pode Soluço ser o herói? Será que os dragões sobreviverão?

## Capítulos
Segue uma lista com o nome dos capítulos do livro em inglês, conforme publicados pela Editora Hodder Children's Books e em português do Brasil conforme a tradução da Editora Intrínseca.
| Cap. | Reino Unido                                                                     | Brasil                                                                                |
| ---- | ------------------------------------------------------------------------------- | ------------------------------------------------------------------------------------- |
| #    |                                                                                 | A história até aqui                                                                   |
| #    |                                                                                 | O mundo precisa de um Herói                                                           |
| 1    | However Bad Things Seem to Be, They Can Always Get Worse                        | Não importa o quanto tudo pareça ruim, sempre pode piorar                             |
| 2    | You See, it Just Got Worse Again Less Than Five Minutes into the Story          | Viu? A situação piorou em menos de cinco minutos de história                          |
| 3    | The Minor Problem                                                               | O menor dos nossos problemas                                                          |
| 4    | The Larger Problem                                                              | O maior dos nossos problemas                                                          |
| 5    | Getting to Tomorrow                                                             | Chegando à ilha do Amanhã                                                             |
| 6    | It’s Difficult to Rescue Somebody Who Doesn’t Want to Be Rescued                | É bem difícil resgatar alguém que não quer ser resgatado                              |
| 7    | Only the One with the King’s Lost Things Can Land on Tomorrow and Live          | Apenas aquele com as Coisas Perdidas do Rei pode pisar na ilha do Amanhã e sobreviver |
| 8    | I Bet You Thought That This Was Never Going to Happen                           | Aposto que você achou que isso nunca ia acontecer                                     |
| 9    | The Prophecy of Grimbeard the Ghastly                                           | A profecia de Barbadura, o Terrível                                                   |
| 10   | Who is the King?                                                                | Quem é o Rei?                                                                         |
| 11   | Grimbeard’s Letter                                                              | A carta de Barbadura                                                                  |
| 12   | The Crowning of the King of the Wilderwest                                      | A coroação do Rei do Oeste Mais Selvagem                                              |
| 13   | A Very Short Chapter That Begins Well and Ends Badly                            | Um capítulo muito curto que começa bem... e termina mal                               |
| 14   | That Grimbeard the Ghastly Really Was a Very Tricky Man                         | Barbadura, o Terrível, era realmente um homem muito astuto                            |
| 15   | Prepating for the Funeral – Sorry, Single Combat                                | Os preparativos para o funeral... Quer dizer, para a batalha                          |
| 16   | Single Combat                                                                   | Confronto direto                                                                      |
| 17   | Sometimes What You Are Looking For is Right Here at Home                        | Às vezes o que você procura está bem aqui, em casa                                    |
| 18   | The Past Never Leaves Us                                                        | O passado nunca nos abandona                                                          |
| 19   | And it Haunts the Present in More Ways Than We Think                            | E assombra o presente de mais maneiras que imaginamos                                 |
| 20   | It Certainly Scares the Living Daylights Out of Me                              | ... ele com certeza me deixa apavorado                                                |
| 21   | The Witch Intervenes with Fate                                                  | A bruxa interfere no destino                                                          |
| 22   | That’s Why They Call Him Alvin the Treacherous (the Clue is in the Name Really) | É por isso que o chamam de Alvin,o Traiçoeiro (o nome já diz tudo)                    |
| 23   | Total War                                                                       | Guerra                                                                                |
| 24   | Did I Mention That the Past Has a Way of Catching Up With Us Eventaully         | Eu já disse que o passado sempre acaba voltando para acertar as contas?               |
| 25   | How Can I Trust You?                                                            | Como posso confiar em você?                                                           |
| 26   | The Pledge                                                                      | A promessa                                                                            |
| 27   | The Ghosts Have Been Set Free                                                   | Os fantasmas foram libertados                                                         |
| #    | Epilogue By Hiccup Horrendous Haddock the Third                                 | Epílogo, por Soluço Spantosicus Strondus III, o último grande Herói Viking            |